# Alla conquista di un cuore
Alla conquista di un cuore (Among Those Present) è un film muto comico di Fred C. Newmeyer con Harold Lloyd.

## Trama
La signora O'Brein (Aggie Herring), sposata con un uomo ricco (James T. Kelley) ma di semplici abitudini, desidera entrare nell'alta società e per tale motivo sta organizzando una festa che culminerà con una caccia alla volpe. Chiede, quindi, ad una donna (Vera White) che conosce tutti i membri dell'alta società di invitare anche e soprattutto Lord Abernathy, nobile inglese nonché abile cavallerizzo e famoso cacciatore, che si trova negli Stati Uniti di passaggio ed alloggia all'hotel Ritz-Waldorf, per dare lustro al ricevimento.
La donna si affretta a telefonare al direttore di quell'hotel, con cui è in combutta, per fare in modo che costui, secondo i loro piani, sposi la ricca figlia unica della famiglia O'Brien e possa mettere le mani sulla cospicua dote della ragazza. All'hotel lavora anche un giovane fattorino che, in mezzo a tanti ricchi ospiti, sogna anche lui di far parte dell'alta società e indossare degli eleganti abiti da gentiluomo. Nel mentre, per far sì che la festa abbia luogo, in modo da poter approcciare la ragazza, il direttore dell'hotel chiede a Lord Abernathy (William Gillespie) di partecipare al party degli O'Brien ma il nobile, con fare annoiato, rifiuta. Il direttore, allora, ha l'idea di proporre al fattorino di sostituirsi al nobile inglese e il giovane accetta con entusiasmo, allettato dall'idea di poter vivere per un po' come un aristocratico.
Così, il giorno stabilito, il giovanotto, elegantemente vestito, fa il suo ingresso a casa della ricca famiglia. La padrona di casa è onorata della presenza del finto nobiluomo ma questi, ben presto, si fa distrarre dall'aver visto la graziosa figlia degli O'Brein e tra i due scocca immediatamente la scintilla dell'amore. Nel frattempo, inavvertitamente, il padre della ragazza versa del liquore in alcuni bicchieri contenenti dei cocktail e così, quando il giovane viene invitato dalla signora a raccontare ai presenti le sue avventure venatorie e gli viene offerto qualche bicchiere di quei cocktail diventati ad alta gradazione alcolica, il finto lord, sotto l'effetto del liquore, inizia ad esagerare raccontando le proprie fantasiose avventure di caccia, incredibili per tutti tranne che per la ragazza che lo guarda ammirata ed innamorata. Al termine di tali improbabili racconti, allora, la padrona di casa propone al giovane, considerata la sua abilità, di montare il giorno dopo, per la battuta di caccia, il terribile Dynamite, un cavallo ribelle ed indomabile che è temuto anche dagli stallieri. Il finto nobile, del tutto brillo e per farsi bello agli occhi della ragazza, accetta senza pensarci due volte. La mattina seguente, di buon ora, tutti gli ospiti sono pronti per la caccia alla volpe. Arriva pure il giovane a cui viene portato il cavallo da montare. Con un po' di furbizia e molta fortuna il ragazzo riesce a salire in groppa a Dynamite e a partire al galoppo, dando inizio alla caccia. Poco dopo, però, viene disarcionato e inizia a vagare per la campagna dove, dopo qualche disavventura tra puzzole, serpenti e vitelli, perde i pantaloni. Non accorgendosi di essere rimasto in mutande, ritorna tra gli ospiti seminando letteralmente il panico tra le signore che lo vedono in tale disdicevole abbigliamento e che fuggono scandalizzate. Accortosi, finalmente, di essere senza i pantaloni, il giovanotto cerca, allora, di nascondersi e di trovare qualcosa da indossare. Durante tali maldestri tentativi riesce, però, a salvare la ragazza dalle grinfie del direttore dell'hotel che le sta facendo delle avances piuttosto spinte. Nel frattempo, il padre della ragazza si è fatto servire delle semplici uova al prosciutto e se le sta gustando beato quando viene sorpreso dalla moglie che entra nella sala da pranzo insieme a tutti gli altri ospiti e lo rimprovera aspramente per il fatto di mangiare del cibo così comune. A questo ennesimo rimprovero da parte della moglie con le sue fisime da alta società, l'uomo sbotta e, furioso, caccia di casa in malo modo tutti gli ospiti. In quel momento, arriva, accompagnato dalla ragazza, il giovane che confessa al padre di costei di essere un impostore, di non essere un lord e di chiamarsi o'Reilly. Questo causa l'immediata approvazione del padre della ragazza, stufo dei gentiluomini e dei loro modi e, dopo aver lasciato soli per un attimo i due innamorati, che ne approfittano per scambiarsi un bacio, ritorna a sedersi al tavolo ed invita anche O'Reilly a servirsi da un vassoio contenente delle semplici uova fritte. Il giovane, però, distratto dal sentimento amoroso, inizia a mangiare i fiori della decorazione del tavolo.